# 林地乌头
林地乌头（学名：Aconitum nemorum）为毛茛科乌头属下的一个种。

## 扩展阅读
- 維基物種上的相關：林地乌头